# 乌拉戈多廖
乌拉戈多廖（義大利語：Urago d'Oglio），是意大利布雷西亚省的一个市镇。总面积10平方公里，人口4001人，人口密度400.1人/平方公里（2009年）。国家统计（ISTAT）代码为017192。